# SO-05K
ドコモ スマートフォン Xperia XZ2 Compact SO-05K（ドコモ スマートフォン エクスペリア エックスゼットツー コンパクト エスオーゼロゴケイ）は、ソニーモバイルコミュニケーションズによって開発された、第4世代移動通信システム（PREMIUM 4G）対応のドコモ スマートフォン。

## 概要
SO-02Kの後継機種となる。グローバルモデルXperia XZ2 Compactの日本国内ローカライズモデルで、NTTドコモ専売モデルである。前モデルの本体サイズはほぼそのままで、画面サイズが約4.6インチから約5.0インチにアップし、 Xperia初の18 : 9比率の縦長ディスプレイを搭載する。
Xperia XZ2シリーズはAndroid 10に対応しているものの、Android 10から搭載されたジェスチャーナビゲーションには非対応となっている。
Xperia XZ2とXperia XZ2Premiumは背面がガラスパネルなので置くだけ充電に対応しているが、Xperia XZ2 compactは背面がポリカーボネートなので置くだけ充電には非対応となっている。

## 主な機能

### ディスプレイ
- 5.0インチ フルHD+、解像度は482ppi。
- Gorilla Glass 5
- HDR対応／HDRアップコンバート
- トリルミナス ディスプレイ for mobile
- X-Reality for mobile[注釈 1]
- ダイナミック コントラスト エンハンサー[注釈 2]
- 広視野角ディスプレイ

### カメラ
- Motion Eye カメラシステム
  - Exmor RS for mobile
  - BIONZ for mobile[注釈 3]
  - Gレンズ[注釈 4]
- 4K HDR動画撮影
- スーパースローモーション[注釈 5]
- 先読み撮影
- オートフォーカス連写
- RGBC-IRセンサー、レーザーAFセンサー
- 3Dスキャン
- 電子式手ブレ補正
- インテリジェントアクティブモード （手ブレ軽減）
- 最大ISO感度 - 動画：4000 / 静止画：12800

|                  | アウトカメラ            | インカメラ                |
| 撮像素子         | 裏面照射型CMOS          | 裏面照射型CMOS            |
| 有効画素         | 1920万画素              | 500万画素                 |
| F値              | 2.0                     | 2.2                       |
| 焦点距離         | 25 mm                   | 23 mm                     |
| 素子サイズ       | 1/2.3 型                | 1/5 型                    |
| 動画記録サイズ   | 最大 4K（3840×2160）    | 最大 Full HD（1920×1080） |
| 静止画記録サイズ | 最大 19 MP（5056×3792） | 最大 5 MP（2592×1944）    |
| デジタルズーム   | 最大 8.0倍              | N/A                       |

### オーディオ・ビジュアル
- S-Force フロントサラウンドスピーカー
- 動画再生対応コーデック - H.263、H.264、H.265、MPEG-2、MPEG-4、VP8、VP9
- ハイレゾ - 192kHz／24bit
- DSEE HX[注釈 6]
- フルセグ
- イヤホンジャック

### その他の機能
- いたわり充電
- STAMINAモード
- スグ電[注釈 7]
- 日本語入力システム - POBox Plus 3.7.0
- JIS C 0920
  - 防水機能 - IPX5[注釈 8]／IPX8[注釈 9]
  - 防塵機能 - IP6X[注釈 10]
- 生体認証 - 指紋、顔、声
- かざしてリンク
- NFC （決済対応） - FeliCa、TypeA／B
- テザリング
  - Wi-Fi[注釈 11] - IEEE 802.11 a/b/g/n/ac
  - Bluetooth ver5.0
  - USB Type-C 3.1 SuperSpeed Gen1
- スマートクリーナー[注釈 12]
- WORLD WING
- エリアメール
- 赤外線通信
- おくだけ充電

## プリインストールアプリ
メーカー
- 電話
- 連絡先
- メッセージ
- ミュージック
- アルバム
- ビデオ
- カメラ
- 時計
- ワンセグ
- 3Dクリエーター
- 設定
- Xperiaアシスト
- 電卓
- ファイル管理
- おサイフケータイ
- Eメール
- 取扱説明書
- Xperia Lounge Japan
- Reader by Sony

Google
- Chrome
- カレンダー
- Playストア
- Google
- Gmail
- マップ
- YouTube
- ドライブ
- Play Music
- Playムービー&TV
- Duo
- フォト

ドコモ
- ドコモ電話帳
- メモ
- スケジュール
- ドコモメール
- ドコモデータコピー
- 災害用キット
- 遠隔サポート
- ドコモあんしんスキャン
- dメニュー
- dマーケット
- dポイントクラブ
- My docomo
- マネレコ
- しゃべってコンシェル
- dフォト
- はなして翻訳
- iDアプリ
- データ保管BOX
- マイマガジン
- おすすめアプリ
- LAWSON
- McDonald's
- Facebook
- Facebook Messenger
- Instagram
- Twitter
- AMAZONショッピング
- Amazon Kindle
- トルカ
- dヘルスケア
- d払い
- +メッセージ

## 歴史
- 2018年2月26日 - 携帯電話展示会「Mobile World Congress 2018」にて、ソニーモバイルコミュニケーションズよりグローバルモデルを発表。
- 2018年6月15日 - NTTドコモ、およびソニーモバイルコミュニケーションズジャパンより公式発表ならびに事前予約受付を開始[1]。
- 2018年6月22日 - 発売開始。
- 2023年1月末 - 修理受付終了。

## アップデート・不具合など
- 2019年1月8日 - OSバージョンアップ[2] （ビルド番号：52.0.B.8.12）
- 2020年3月3日 - OSバージョンアップ[3] （ビルド番号：52.1.B.0.188）
- 上記以外はXperia XZ2 Compact SO-05Kのソフトウェアアップデート情報